# XV століття до н. е.

## Події
- Місто Ефес засноване як столиця держави Арцава.
- Бейрут вперше згадується як фінікійське поселення Беріт.
- В мікенську добу виникло слово «басилевс» (у той час — qa-si-re-u), знайдене на глиняних табличках.
- Вперше згадується етнонім данайці.

## Правителі
- Фараони Давнього Єгипту: Тутмос I, Тутмос II, Хатшепсут, Тутмос III, Аменхотеп II, Тутмос IV, Аменхотеп III
- Царі хеттів: Аллувамна, Хантілі II, Тахурваілі, Циданта II, Хуцція II, Муваталлі I, Тудхалія II, Арнуванда I, Хаттусілі II
- Царі Мітанні: Кірта, Шуттарна I, Парраттарна I, Паршататар, Шауштатар, Артатама I
- Царі Ассирії: Пузур-Ашшур III, Енліль-насір I, Нур-ілі, Ашшур-шадуні, Ашшур-рабі I, Ашшур-надін-аххе I, Енліль-насір II, Ашшур-нерарі II, Ашшур-бел-нішешу
- Царі Країни Моря: Акуруланна (Екурдуанна ?) (бл. 1500), Меламкур-курра, Ейягаміль (бл. 1460)
- Царі Вавилонії:  Каштіліаш III, Улам-Буріаш, Агум III, Караіндаш I
- Царі Еламу для цього періоду невідомі; династія Суккаль-махів раптово обірвалася на початку XV століття до н. е.
- Царі Шан: Сяо Цзя, Юн Цзи, Тай У, Чжун Дін, Вай Жень, Хе Дань Цзя

## Єгипет
- 1492—1479 (1518—1504 або 1538—1525) — фараон Тутмос II, син Тутмоса I. Придушення повстання ефіопів. Боротьба з азійськими кочівниками.
- 1478—1458 (1503—1483 або 1525—1503) — переворот Хатшепсут. Цариця Хатшепсут, регент при малолітньому Тутмосі III, бере владу в свої руки. Регентство Хатшепсут (бл. 1496-1458) (бл. 1520-1483), вдови та зведеної сестри Тутмоса II. Мирний похід на Південне Червономорьє (Пунт). Створення зодчим Сененмутом поминального храму цариці у Фівах (близько Дер ал-Бахрі).
- 1457—1437 —  одноосібне правління Тутмоса III  — сина фараона Тутмоса II та наложниці. Одружений з дочкою Хатшепсут. Проведення 17 успішних військових походів, які підпорядковують єгипетській владі території від Євфрату до 4-го порога Нілу. Розширення володінь в Ефіопії. Окупація частини Кіпру єгиптянами.
- 1457 — похід Тутмоса III на Палестину та Сирію. 26 квітня - перемога при Мегіддо над силами сирійсько-палестинських правителів на чолі з правителем Кадешу.
- 1456 — взяття Тутмосом Мегіддо після семимісячної облоги.
- 1446 — Тутмос примушує мітаннійское військо піти за Євфрат; переправляється через річку. Захоплення кількох міст Мітанні.
- 1444 — перемога Тутмоса над Мітанні.
- 1437 — битва під Кадешем. Взяття єгиптянами Кадешу.
- 1425—1401 (1450—1419 або 1448—1423) — фараон Аменхотеп II, син Тутмоса III. Ефіопія, Сирія та Палестина платили дань. Лівія та Пунт також присилали дарунки. Походи на Сирію та Палестину в пошуках здобичі й задля придушення заколотів.
- 1401—1391 (1419—1386 або 1423—1408) — фараон Тутмос IV, син Аменхотепа II. Походи на Сирію і Палестину. Зближення з Мітанні. Одруження Тутмоса на дочці Артатами, царя Мітанні. Придушення повстання в Ефіопії.

## Близький Схід
- Бл. 1500 (бл. 1550) — цар Мітанні Сауссадаттар (Шаушшатар). Мітанні контролює області від Північної Сирії до Ашшура. Сауссадаттар захоплює Ассирію. Ассирія находиться у залежності від Митанні.
- Бл. 1500 — заснування міста Нахічевань[1] (нині місто у Азербайджані).
- Початок 15 ст. — підсилення Вавилонії.
- Бл. 1450 — заснування так званого Нового Хеттського царства.
- Середина 15 ст. — цар Ассирії Ашшур-надін-аххе.
- Друга половина 15 ст. — ослаблення Мітанні. Єгипетські війська відтісняють мітаннійців із Сирії за Євфрат.

## Середня Азія
- Андронівська культура в Казахстані та Саяно-алтаї.

## Інші регіони
- Бл. 1500 — бл. 900 — цивілізація ольмеків на Юкатані.
- Бл. 1500 — бл. 600 — цивілізація ольмеків у Мексиці.
- Бл. 1500 — заснування фінікійцями Танжера у Північній Африці.
- Середина XV століття — панування Мікен в Егейському басейні.
- Середина XV ст. — руйнування більшості критських палаців. Завоювання Криту мікенцями.
- 1401—1373 — цар Шан (Інь) Пань Ген.
- Бл. 1400 — заснування італійськими племенами міста Равенна.
- XV—XIII ст. — Мікенська цивілізація у Греції.
- Початок XV ст. — бл. 1300 — «Династія купольних гробниць» у Мікенах.
- Перша половина XV ст. — завоювання Криту ахейцями.
- Бл. 1400 (1423) — завоювання Криту мікенцями. Початок правління Міноса.
- Бл. 1400 — заснування купцями із Аркадії першої грецької колонії на Кіпрі.
- Бл. 1400 — укріплення афінського акрополя.